# 斯氏花瓣蟹
斯氏花瓣蟹（学名：Liomera stimpsoni）为扇蟹科花瓣蟹属的动物。分布于日本、塔希提、澳大利亚、菲律宾、苏禄海、丹老群岛、新加坡以及中国大陆的西沙群岛等地，生活环境为海水，一般生活于岩石岸石块下或岩缝间以及从沿岸至30米深珊瑚礁丛中。其生存的海拔下限为-30米。